# Lagunaria patersonii
Hibiscus de l'Île Norfolk
Espèce
Classification phylogénétique
Synonymes
- Hibiscus patersonii R. Br.[2],[3]
- Hibiscus patersonius Andrews[2],[3]
- Laguna patersonia (Andrews) Sims[2]
- Lagunaria patersonia var. typica Domin[3]
- Laguna squamea Vent.[2],[3]
- Solandra squamea Poir.[2],[3]

Lagunaria patersonii, de nom commun Hibiscus de l'Île Norfolk, est une espèce de plantes de la famille des Malvaceae et du genre Lagunaria. 
Endémique des îles australienne Lord Howe et Norfolk, ainsi que de certaines parties du littoral du Queensland, elle a cependant pu être introduite dans de nombreuses régions tempérées du monde.

## Étymologie
Le genre « Lagunaria » a été nommé en l'honneur de Andrés Laguna de Segovia, botaniste espagnol du XVIe siècle. La plante fut introduite en Angleterre dès 1792 via des graines envoyées au naturaliste Joseph Banks (1743-1820) par le Colonel William Paterson (1755-1810), d'où le nom spécifique  patersonii ou patersonia donné à cette plante.
George Don a publié le nom Lagunaria patersonii et a cité Hibiscus patersonius Andrews et Lagunaea patersonia Sims comme synonymes. Bien que L. patersonii G. Don puisse être traité comme superflu et illégitime, le patersonii de G. Don devrait être corrigé en patersonia.

## Morphologie

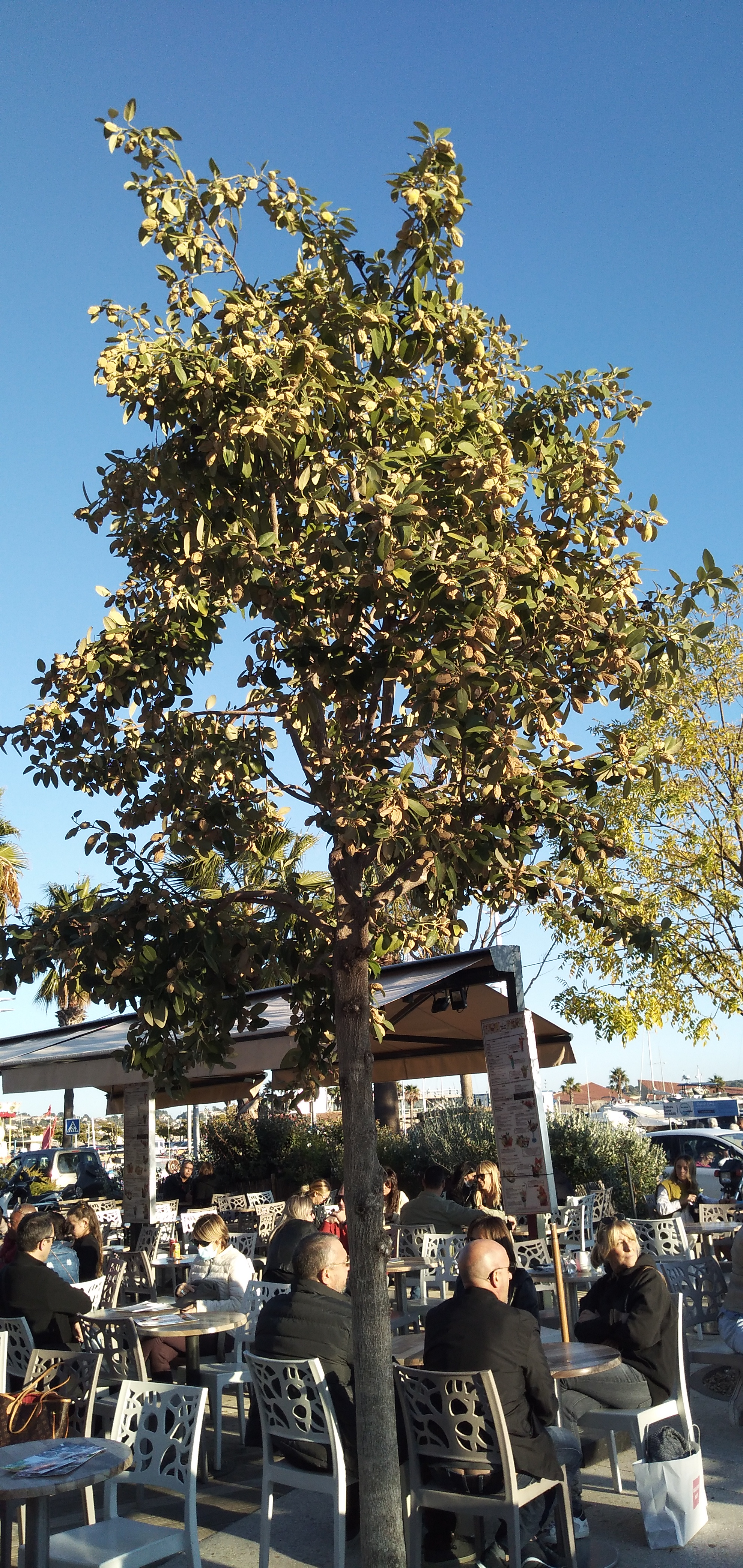
Port de l'arbre.
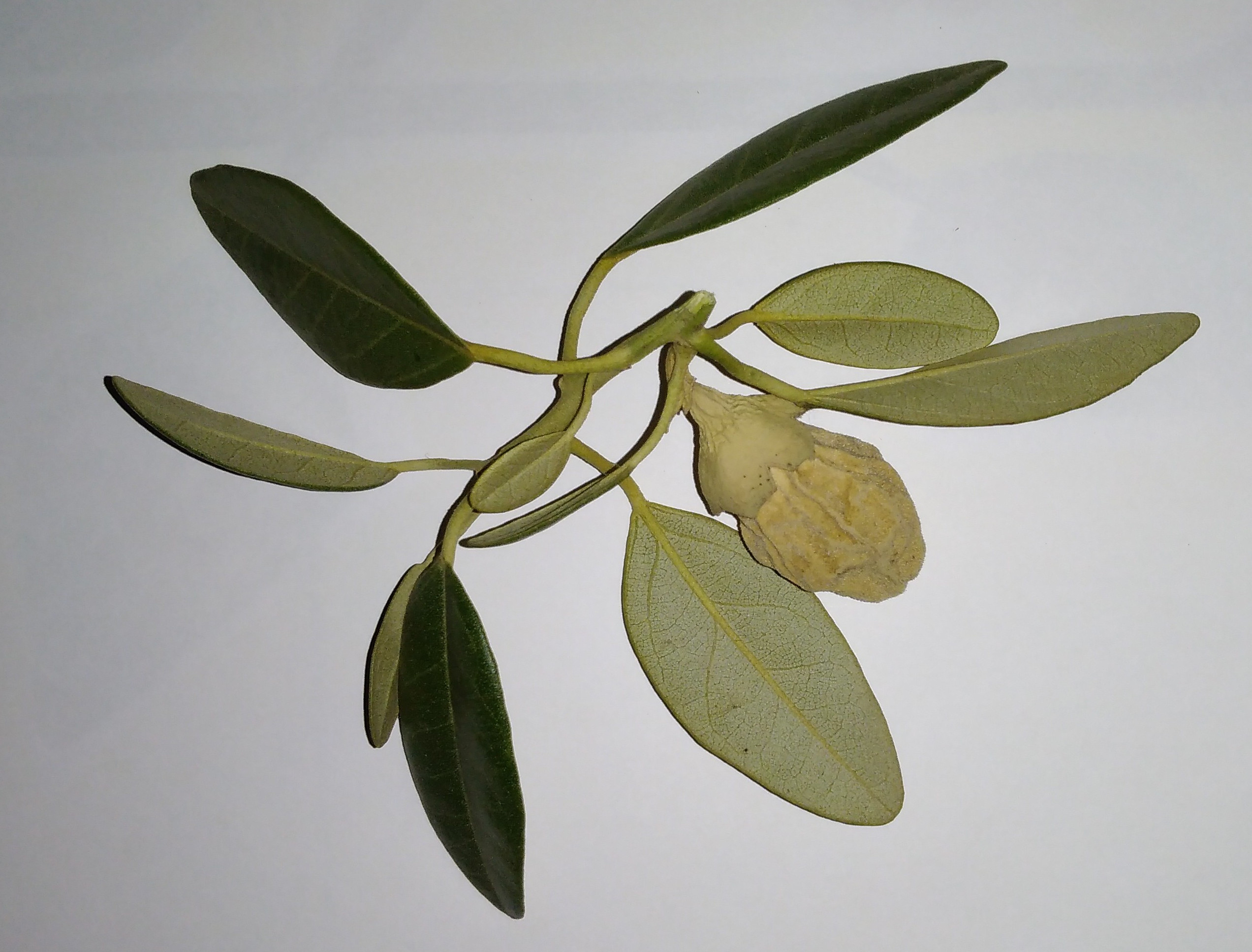
Feuilles et fruit.
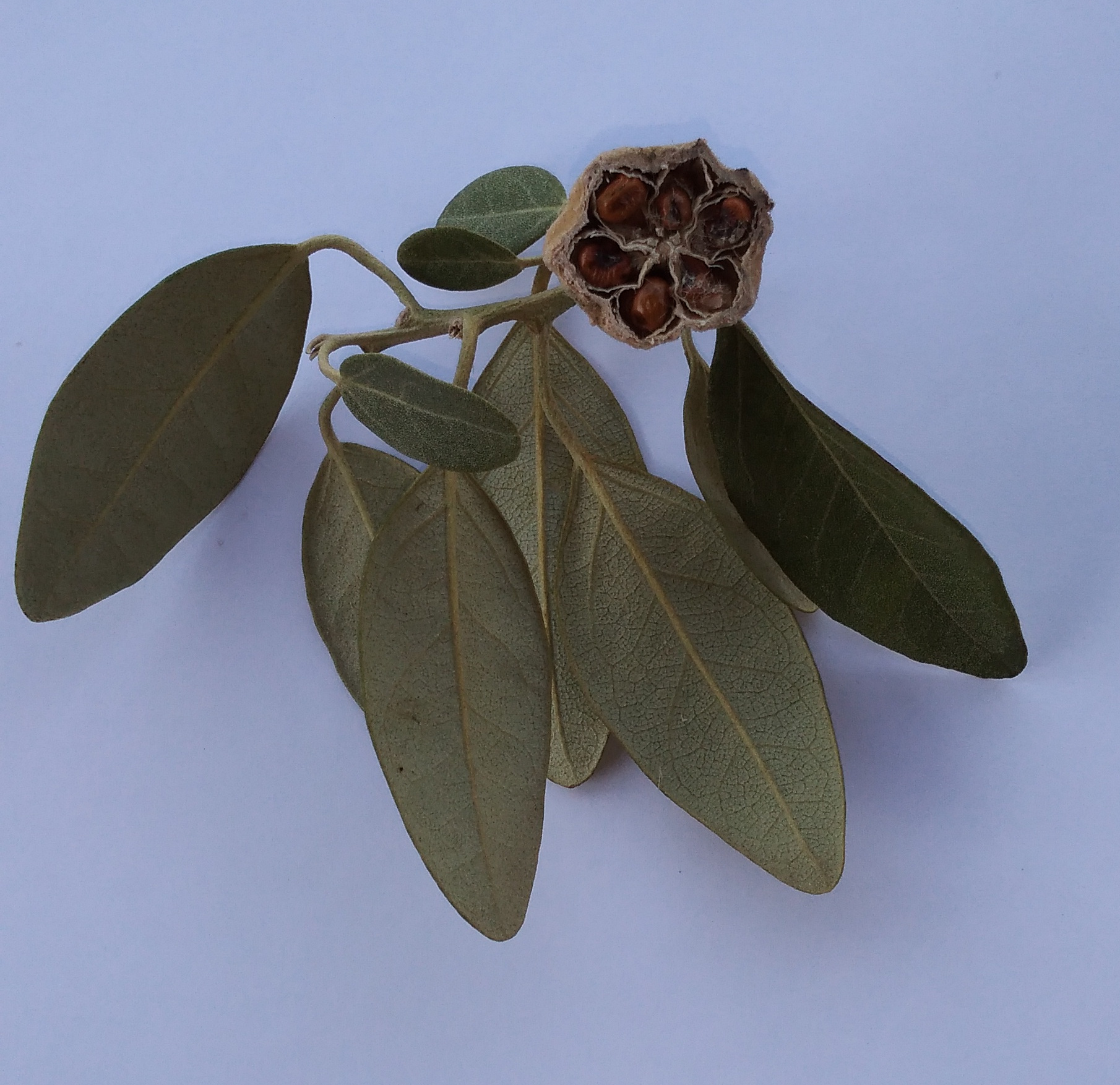
Section transverse du fruit.
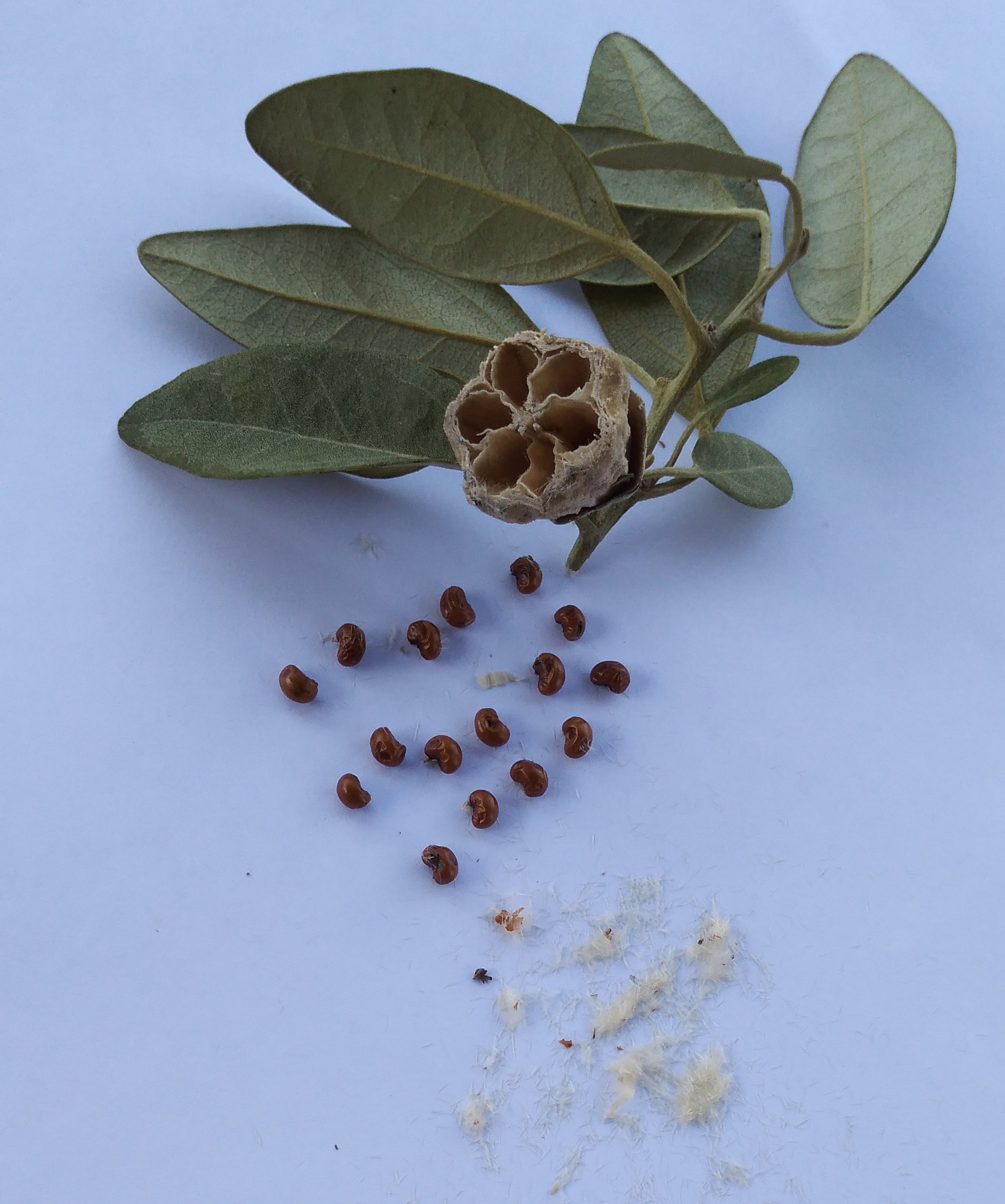
Fruit vidé de ses poils et graines.

### Appareil végétatif
Lagunaria patersonii est un petit arbre qui grandit jusqu'à 10–15 m de hauteur. Dans les endroits abrités il a un port pyramidal élancé, mais il est capable de croître dans les localités côtières balayées par le vent où il développe des formes contorsionnées.
Le feuillage est persistant. Les feuilles, de 5 à 10 cm de long, sont épaisses, ovales, de couleur vert olive. Le revers est tomenteux, gris quand la feuille est jeune, virant au gris-vert.

### Appareil reproducteur

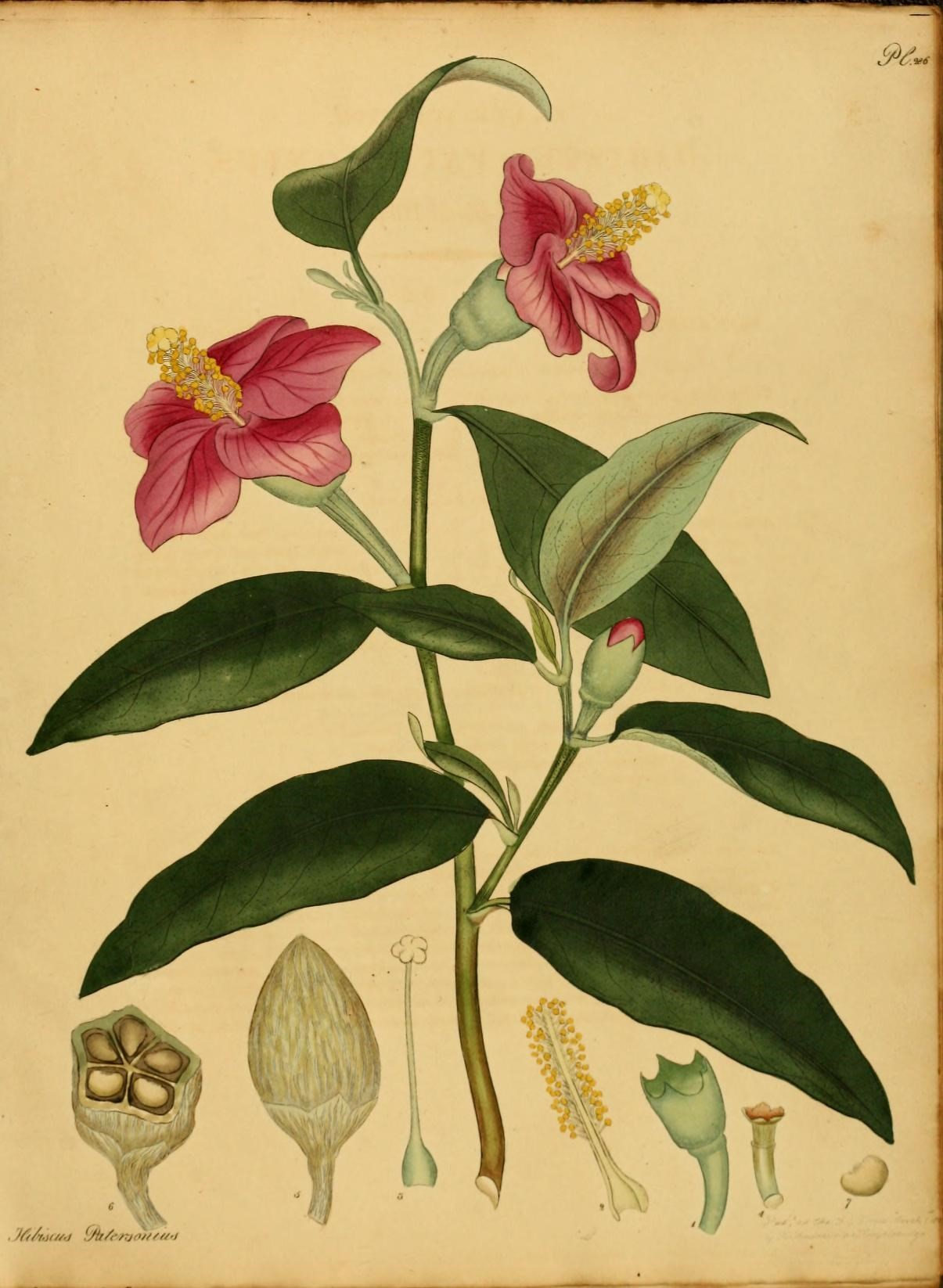
Illustration botanique.

Les fleurs de Lagunaria patersonii sont réputées ressembler à celles des hibiscus, comme d'autres plantes telles Gossypium, Alyogyne ou Malva. Les fleurs font 1,5 à 7 cm de diamètre, et se développent de l'aisselle des feuilles sur de courts et épais pédoncules. Il y a un calicule non persistant (plus persistant dans le sous-continent) de 3 à 5 grands segments, unis à la base, qui dans le bouton sont fusionnés et entourent la fleur. Les sépales sont soudés, ce qui rend pérennes les cinq lobes du calice. Les pétales sont de couleur rose pâle ou mauve, fondus de blanc, de texture cireuse. Les anthères, de couleur orange doré, se développent le long de la majeure partie de la longueur de la colonne staminale. Le style est blanc ou crème, et le stigmate comporte cinq lobes stigmatiques rayonnants (le style peut être le meilleur trait d'identification unique de ce genre, mais des stigmates lobés peuvent également se produire dans Gossypium et certains genres proches).
Aux fleurs succèdent des fruits secs sous forme de capsules à cinq valvules, persistants sur l'arbre quelques mois. L'intérieur de la capsule est couvert de poils blancs irritants pour la peau. Les graines sont lisses et réniformes.

## Floraison

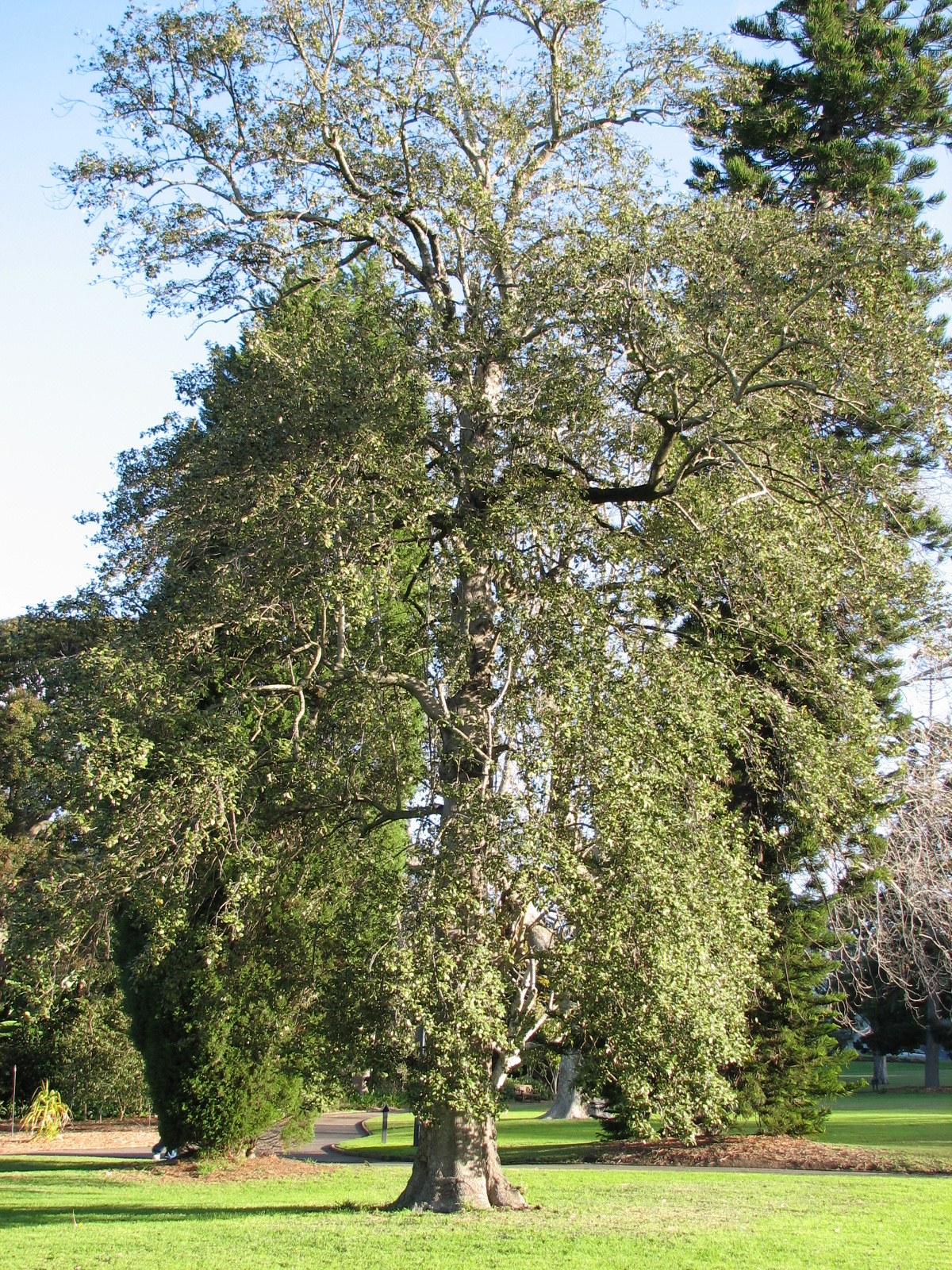
Lagunaria patersonia en arbre d'ornement dans un parc.

La floraison a lieu en été, de juin à juillet, dans l'hémisphère nord ; de novembre à février dans l'hémisphère sud (été et printemps austral).

## Exigences
La plante réclame des sols drainants, une exposition ensoleillée et une température ne descendant pas en dessous de −5 °C. En outre elle tolère les embruns marins et la sécheresse.